# Copenhagen Masters
Copenhagen Masters er en invitationsturnering i badminton. Den spilles mellem jul og nytår i Falconer salen i København. Ledelsen sender hvert år invitationer ud til verdensranglistens 6 bedste inden for hver af de 3 kategorier, der spilles i, herresingle, herredouble og mixdouble. Det har varieret lidt om der spilles damesingle og mixdouble alt efter om der har været danske spillere i verdenseliten.
Herredoublerne og herresinglerne fordeles i 2 puljer, et dansk par/single i hver (da der er tradition for at have 2 danske par/singler med i hver kategori). Mixdoublerne spiller en indledende kamp og vinderen af den ene kamp spiller mod taberen af den anden og vice versa. Derefter mødes vinderne i finalen. I 2001 var præmien for at vinde herredouble 40.000 dkr. til deling og 30.000 kr. for at vinde herresingle 
Peter Gade har vundet turneringen 10 gange, senest i 2010 efter en finale mod verdensranslisten nr. 5, Boonsak Ponsana fra Thailand.

## Tidligere vindere
| År   | Herresingle            | Damesingle         | Herredouble                               | Mixdouble                                   |
| ---- | ---------------------- | ------------------ | ----------------------------------------- | ------------------------------------------- |
| 1993 | Thomas Stuer-Lauridsen | Camilla Martin     | Jon Holst-Christensen Thomas Lund         | Ingen konkurrence                           |
| 1994 | Heryanto Arbi          | Bang Soo-hyun      | Jon Holst-Christensen (2) Thomas Lund (2) | Ingen konkurrence                           |
| 1995 | Jens Olsson            | Camilla Martin (2) | Henrik Svarrer Michael Søgaard            | Ingen konkurrence                           |
| 1996 | Poul Erik Høyer-Larsen | Camilla Martin (3) | Jon Holst-Christensen (3) Thomas Lund (3) | Ingen konkurrence                           |
| 1997 | Sun Jun                | Camilla Martin (4) | Candra Wijaya Tony Gunawan                | Ingen konkurrence                           |
| 1998 | Sun Jun (2)            | Zhang Ning         | Jens Eriksen Jesper Larsen                | Ingen konkurrence                           |
| 1999 | Peter Gade             | Camilla Martin (5) | Choong Tan Fook Lee Wan Wah               | Ingen konkurrence                           |
| 2000 | Peter Gade (2)         | Gong Zhichao       | Flandy Limpele Eng Hian                   | Ingen konkurrence                           |
| 2001 | Peter Gade (3)         | Camilla Martin (6) | Candra Wijaya Sigit Budiarto              | Ingen konkurrence                           |
| 2002 | Peter Gade (4)         | Zhang Ning (2)     | Candra Wijaya (2) Sigit Budiarto (2)      | Ingen konkurrence                           |
| 2003 | Wong Choong Hann       | Xie Xingfang       | Candra Wijaya (3) Halim Haryanto          | Ingen konkurrence                           |
| 2004 | Peter Gade (5)         | Ingen konkurrence  | Eng Hian Flandy Limpele                   | Jens Eriksen Mette Schjoldager              |
| 2005 | Peter Gade (6)         | Ingen konkurrence  | Tony Gunawan Howard Bach                  | Nathan Robertson Gail Emms                  |
| 2006 | Peter Gade (7)         | Ingen konkurrence  | Fu Haifeng Cai Yun                        | Thomas Laybourn Kamilla Rytter Juhl         |
| 2007 | Peter Gade (8)         | Xu Huaiwen         | Jens Eriksen (2) Martin Lundgaard Hansen  | Ingen konkurrence                           |
| 2008 | Peter Gade (9)         | Tine Rasmussen     | Lars Paaske Jonas Rasmussen               | Ingen konkurrence                           |
| 2009 | Jan Ø. Jørgensen       | Tine Rasmussen (2) | Lars Paaske (2) Jonas Rasmussen (2)       | Thomas Laybourn (2) Kamilla Rytter Juhl (2) |
| 2010 | Peter Gade (10)        | Salakjit Ponsana   | Mads Conrad-Petersen Jonas Rasmussen (3)  | Joachim Fischer Christinna Pedersen         |
| 2011 | Jan Ø. Jørgensen (2)   | Ratchanok Inthanon | Mathias Boe Carsten Mogensen              | Joachim Fischer (2) Christinna Pedersen (2) |
| 2012 | Jan Ø. Jørgensen (3)   | Ingen konkurrence  | Mads Pieler Kolding Carsten Mogensen (2)  | Joachim Fischer (3) Christinna Pedersen (3) |
| 2013 | Viktor Axelsen         | Ingen konkurrence  | Mathias Boe (2) Carsten Mogensen (3)      | Joachim Fischer (4) Christinna Pedersen (4) |